# Universidad Autónoma Metropolitana Unidad Xochimilco
La Unidad Xochimilco de la Universidad Autónoma Metropolitana (comúnmente abreviada UAM Xochimilco) es una unidad académica situada en la delegación Coyoacán, Ciudad de México, con una oferta académica de 18 licenciaturas, 24 posgrados, y con un sistema educativo innovador (el sistema modular) que procura la formación de profesionales, especialistas e investigadores con una sólida base científica, humanística y técnica, una actitud crítica y un claro compromiso social que contribuyan a resolver los problemas nacionales.

## Historia
La Universidad Autónoma Metropolitana fue una iniciativa de Víctor Bravo Ahúja, Secretario de Educación durante el sexenio del presidente Luis Echeverría Álvarez. Esta iniciativa surgió a partir de la necesidad para los proyectos del gobierno de tener una gran universidad que no tuviera relación con la historia de las movilizaciones estudiantiles de 1968 en México.
Raúl Velasco Ugalde identifica a Ramón Villarreal como «el ideólogo de la UAM-Xochimilco», también como el primer rector de la unidad; Villarreal era un funcionario internacional y trabajador de la Organización Panamericana de la Salud, él junto a académicos de izquierda desarrollaron el «Documento Xochimilco», un tratado que incluye conceptos de Jean Piaget en la concepción del objeto de investigación. Pedro Ramírez Vázquez, Rector general de la UAM, aprobó el documento.

## Emblema
El emblema institucional fue desarrollado por el primer Rector General de la UAM, el destacado arquitecto mexicano Pedro Ramírez, en 1974.
El emblema de la UAM es una estilización de su anagrama, en el que se presentan las iniciales enlazadas de la institución, en una especie de segmento de la cadena de ADN. Bajo el anagrama se encuentra el lema de la universidad. El emblema representa a la institución como una universidad flexible y abierta a todo el conocimiento y a las transformaciones históricas. Al mismo tiempo, es el símbolo de una institución estable y sólida.
La mascota de la UAM es la pantera negra, con el que se conoce a la selección de fútbol americano de esta casa de estudios en la liga mexicana de fútbol americano.

## Visión[3]
Ser punto de referencia nacional e internacional por su modelo educativo –el Sistema Modular–, su participación en la generación y aplicación del conocimiento a la solución de problemas socialmente relevantes, su compromiso con la preservación y difusión de la diversidad cultural del país y el cuidado del medio ambiente. 
La Unidad Xochimilco debe identificar no sólo sus fortalezas y puntos débiles sino también conocer las amenazas   y oportunidades del contexto en los ámbitos internacional, nacional e institucional, para establecer los ejes en torno a los cuales deberá desplegar, con carácter prioritario, acciones para acercarse a su visión. En los contextos internacional y nacional se manifiestan las amenazas y oportunidades para las universidades públicas. 
El análisis del contexto institucional lleva a la identificación de las fortalezas y debilidades. Los ejes de acción constituyen la estrategia para sortear de la mejor forma los retos derivados del entorno y de la situación propia de la UAM-X, y permiten definir las acciones prioritarias para la traducción u operación, día con día, de esos ejes. 
En un mundo globalizado, el conocimiento es cada vez más valioso en todos los ámbitos; sin embargo, sus efectos no inciden equitativamente, su aplicación genera riqueza a la vez que causa impactos sociales negativos, tanto en el empleo y el medio ambiente como en el incremento de la brecha en la calidad de vida entre grupos sociales y entre países. Si bien se ha privilegiado el concepto de economía del conocimiento, por su efecto sobre la productividad y la competitividad de los países, es fundamental pensar en una sociedad basada en el conocimiento, en donde este recurso impacte de manera equitativa a los diferentes grupos sociales y mejore el bienestar de la población. 
En este sentido, uno de los retos de las instituciones de educación superior (IES) es contribuir a poner el conocimiento al servicio del desarrollo social y con ello coadyuvar a la construcción de una sociedad más justa, equitativa y responsable del medio ambiente. Como parte de ellas, la Universidad Autónoma Metropolitana, en particular la Unidad Xochimilco (UAM-X), es un espacio privilegiado para la generación de investigación básica y aplicable y de su distribución mediante la formación de capacidades y valores de sus alumnos, trabajadores administrativos y académicos.

## Sistema de enseñanza aprendizaje[4]
La Unidad Xochimilco se planteó la tarea de redefinir el papel de la educación superior al vincular el proceso de enseñanza-aprendizaje con problemáticas de la realidad socialmente definidas, buscando asimismo establecer nuevas relaciones entre los elementos fundamentales de la educación y las tareas universitarias de generación, transmisión, aplicación y difusión del conocimiento con objeto de socializarlo; esta articulación requiere de nuevas relaciones entre los sujetos y de estos con el todo social.

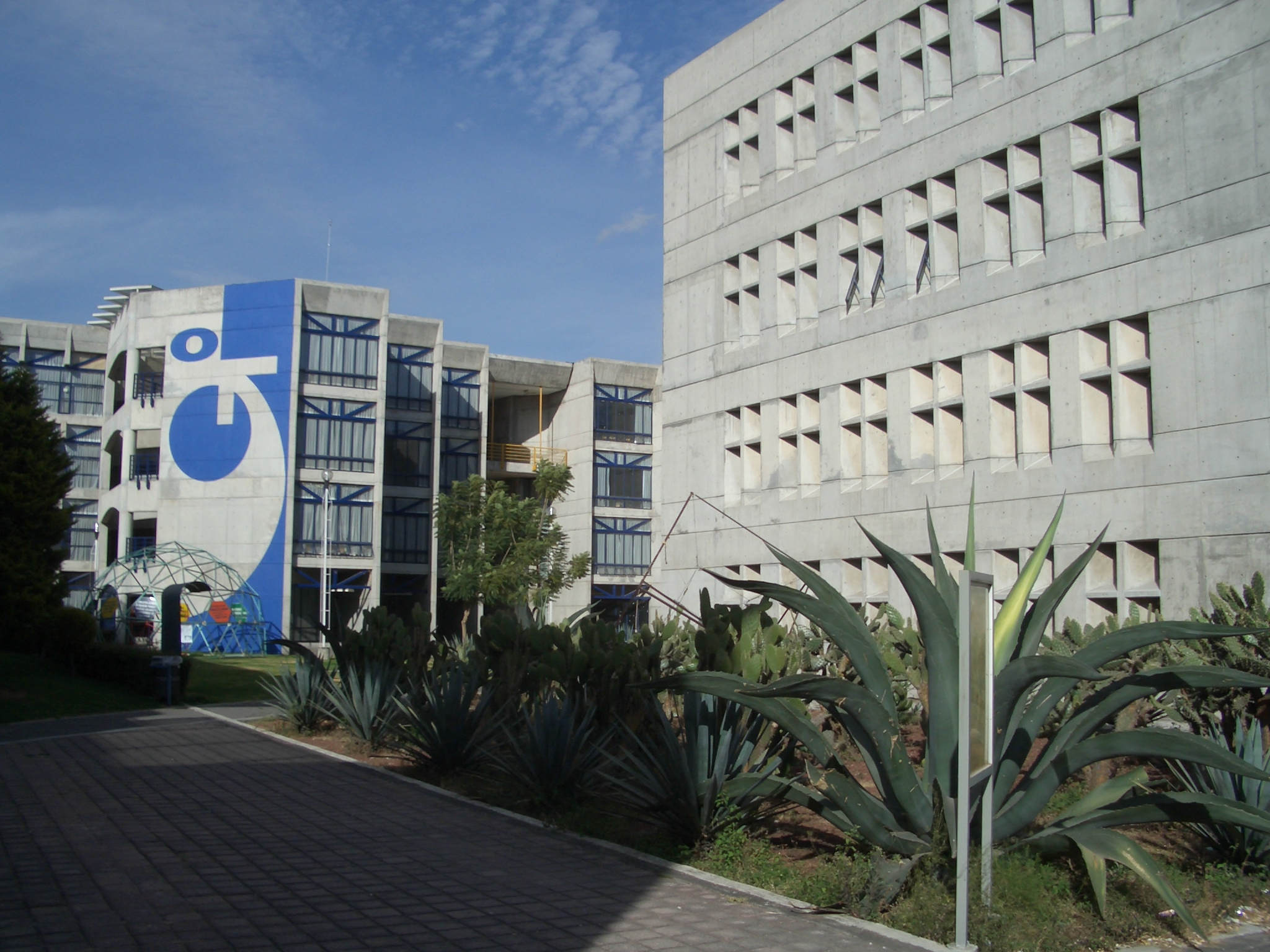
División de Ciencias y Artes para el Diseño (CyAD) de la UAM-Xochimilco.

El sistema enseñanza-aprendizaje se sustenta en la utilización de problemáticas concretas de la realidad (objetos de transformación), para lograr el acercamiento y dominio de las prácticas profesionales. Este enfoque reconoce que la realidad no puede ser aprehendida a partir de una visión unidisciplinaria, e intenta su análisis a través de perspectivas multi e interdisciplinaria.
El objeto de transformación es un problema significativo de la realidad que corresponde a alguna de las posibles actividades del futuro profesional, y que la Universidad decide incorporar al sistema de enseñanza-aprendizaje por su relevancia y pertinencia para la formación del estudiante dentro de una visión realista de las necesidades del país. En torno a cada objeto de transformación se han estructurado las unidades de enseñanza-aprendizaje llamada módulos que se cursan en un trimestre.
El plan de estudios de cada carrera está integrado por 12 módulos (carreras de cuatro años) y 15 (carreras con duración de cinco años). Al ingresar a la Universidad, todos los alumnos cursan el Tronco Interdivisional (TID) espacio común del saber integrado por el módulo Conocimiento y Sociedad.
- El Tronco Interdivisional es una unidad de enseñanza-aprendizaje que se cursa en un trimestre en la cual el alumno conoce y asimila las características del sistema modular (métodos de estudio, aprendizaje grupal, etc.). Además adquiere las primeras herramientas para manejar la metodología científica y analiza el papel de la Universidad en general, y de su profesión en particular en la sociedad.
- El Tronco Divisional se cursa en dos trimestres; en este periodo el alumno incorpora los conocimientos generales de las áreas en las que se inscribe su carrera (biológicas, sociales o diseño); adquiere destrezas y desarrolla actitudes de trabajo esenciales para el correcto abordaje de problemas en su futura profesión. Al finalizar los tres módulos de los troncos comunes el alumno ingresa al tronco de carrera y se dedica específicamente a estudiar los problemas fundamentales de su futuro campo profesional.Foto de la explanada interior de la Rectoría de la Unidad Xochimilco.

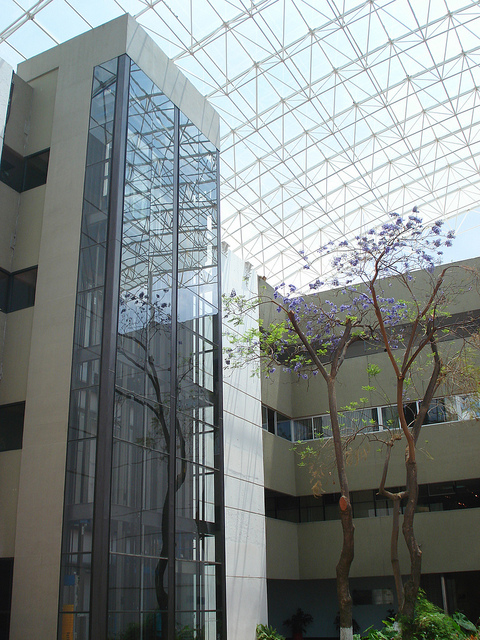
Foto de la explanada interior de la Rectoría de la Unidad Xochimilco.

- El tronco de carrera tiene una duración de nueve trimestres, a excepción de las carreras de medicina y medicina veterinaria que se cursan en 12 trimestres. En cada uno de los módulos de la licenciatura el alumno realiza una investigación que constituye el eje del trabajo modular.

Esto le permite desarrollar una gran capacidad para el análisis crítico, el planteamiento de soluciones y la aplicación práctica de las mismas. En el diseño de los planes de estudio, así como en el diseño de módulos siempre ha estado presente la idea de que el proceso de aprendizaje debe incluir un componente empírico inductivo seguido de un reforzamiento teórico-deductivo. La práctica ha permitido constatar que efectivamente el proceso de enseñanza- aprendizaje así concebido tiene como resultante una formación más sólida de estudiantes pues permite relacionar recíprocamente la teoría y la práctica.
El Sistema Modular, se define como una unidad productiva que se concreta en la producción de: fuerza de trabajo calificada, conocimientos científico-técnicos, y objetivos materiales. El proyecto educativo Xochimilco subraya las necesidades de establecer una clara articulación de la teoría y la práctica.
Esto se traduce en la necesidad de comprender: las características particulares de la formación social mexicana; las leyes que rigen su desarrollo; los agentes sociales que intervienen y las características fundamentales de la estructura ideológica correspondiente y las ideas que dominan en ella. Se requiere también del conocimiento del momento histórico específico de esta estructura económica-social, a fin de entender las determinaciones mutuas y evitar de esta manera el academicismo estéril y el practicismo sin sentido.

## Divisiones académicas
La unidad Xochimilco cuenta con tres divisiones académicas:
- Ciencias y Artes para el Diseño.
- Ciencias Biológicas y de la Salud.
- Ciencias Sociales y Humanidades.

La División de Ciencias y Artes está formada por:
1. El Consejo Divisional
2. Secretaría académica
3. Coordinaciones de licenciaturas
4. Coordinaciones de posgrados

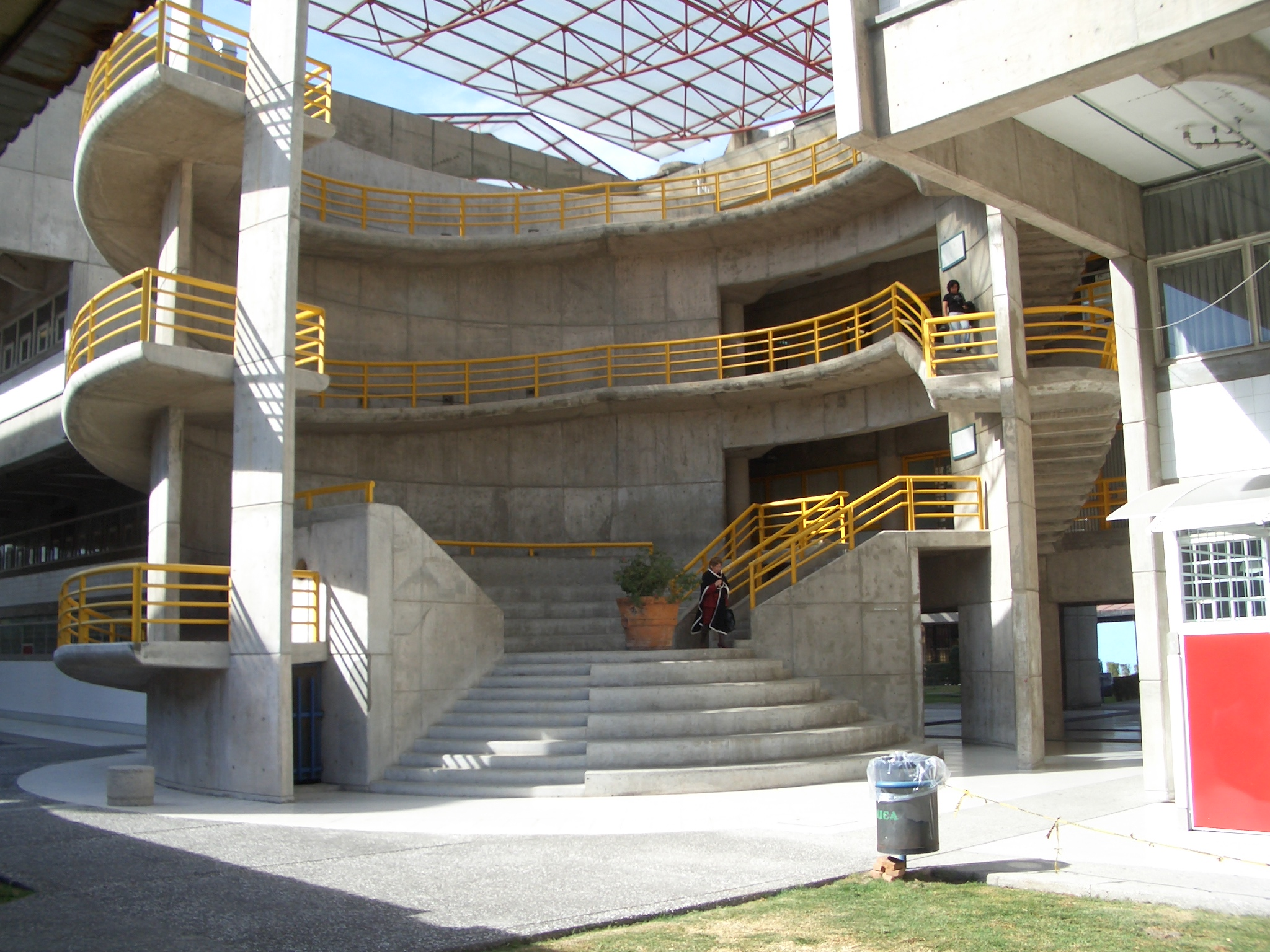
"El caracol" en la División de Ciencias Biológicas y de la Salud de la UAM Xochimilco.

Cuatro departamentos que son:
- Teoría y Análisis
- Métodos y Sistemas
- Síntesis Creativa
- Tecnología y Producción

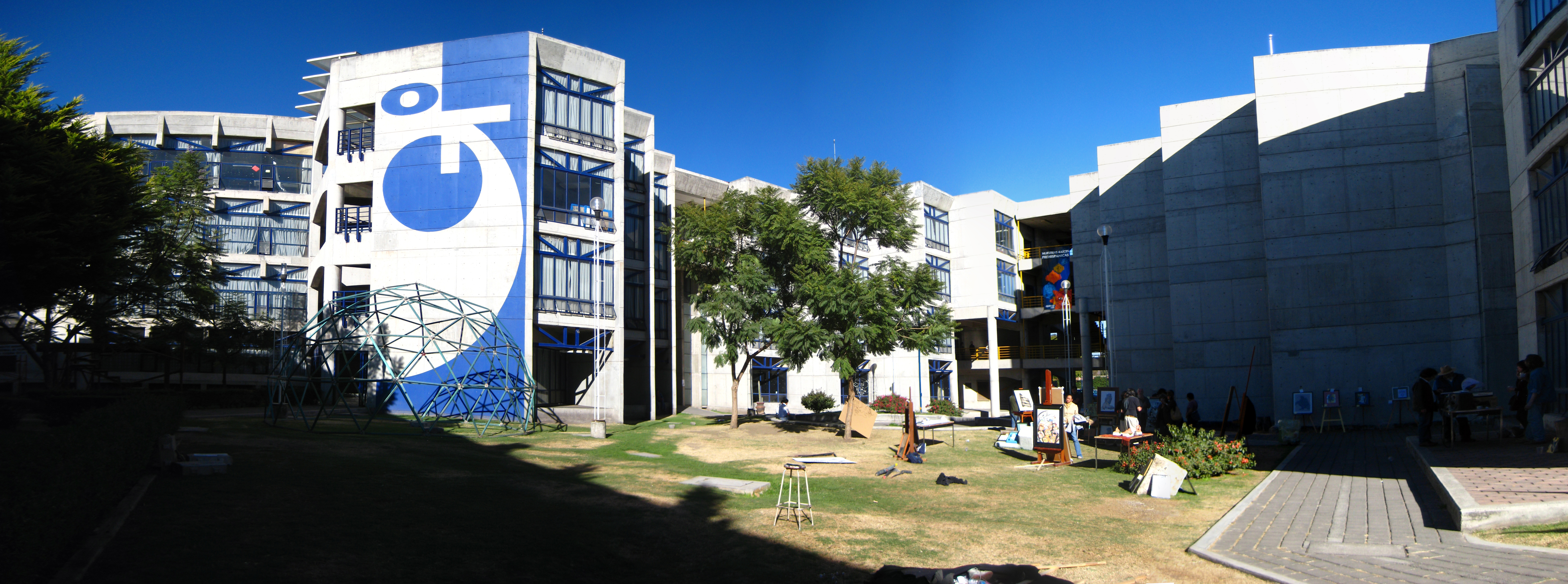
Claustro de la División de Ciencias y Artes para el Diseño de la Universidad Autónoma Metropolitana, Unidad Xochimilco.

La División de Ciencias Biológicas y de la Salud está formada por:
- El Consejo Divisional
- Secretaría académica
- Coordinaciones de licenciaturas
- Coordinaciones de posgrados
- Cuatro departamentos que son:
  •Atención a la Salud
- El Hombre y su Ambiente

- Producción Agrícola y Animal
- Sistemas Biológicos.

La División de Ciencias Sociales y Humanidades está formada por:
- El Consejo Divisional
- Secretaría académica
- Coordinaciones de licenciaturas
- Coordinaciones de posgrados

Cuatro departamentos que son:
- Educación y comunicación

- Relaciones sociales
- Política y cultura
- Producción económica

## Oferta académica

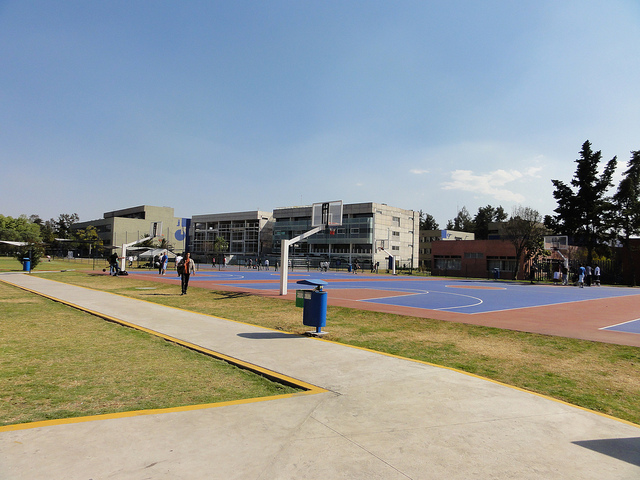
Instalaciones deportivas.

### Licenciaturas
La Universidad Autónoma Metropolitana Unidad Xochimilco actualmente cuenta con 18 licenciaturas, dividida en 3 áreas que son:
División de Ciencias y Artes para el Diseño
- Licenciatura en Arquitectura
- Licenciatura en Diseño de la Comunicación Gráfica
- Licenciatura en Diseño Industrial
- Licenciatura en Planeación Territorial

División de Ciencias Biológicas y de la Salud
- Licenciatura en Agronomía
- Licenciatura Biología
- Licenciatura en Enfermería
- Licenciatura en Estomatología
- Licenciatura en Medicina
- Licenciatura Medicina Veterinaria y Zootecnia
- Licenciatura en Nutrición Humana
- Licenciatura Química Farmacéutica Biológica

División de Ciencias Sociales y Humanidades
- Licenciatura en Administración
- Licenciatura Comunicación Social
- Licenciatura en Economía
- Licenciatura en Política y Gestión Social
- Licenciatura en Psicología
- Licenciatura en Sociología

### Posgrados
División de Ciencias y Artes para el Diseño
- Maestría en Ciencias y Artes para el Diseño
- Maestría en Diseño y Producción Editorial
- Maestría en Reutilización del Patrimonio Edificado
- Doctorado en Ciencias y Artes para el Diseño

División de ciencias Biológicas y de la Salud
- Maestría en Ciencias Agropecuarias
- Doctorado en Ciencias Biológicas y de la Salud
- Doctorado en Ciencias en Salud Colectiva
- Maestría en Patología y Medicina Bucal
- Maestría en Ciencias Farmacéuticas
- Maestría y especialización en Medicina Social
- Maestría en Rehabilitación Neurológica (Área de Salud Infantil y Prevención de Secuelas del Desarrollo)
- Especialización en Población y Salud (Área de Planificación Familiar)
- Maestría en Población y Salud (Área de Planificación Familiar)
- Maestría en Ciencias en Salud de los Trabajadores

División de Ciencias Sociales y Humanidades
- Maestría en Derecho Económico
- Especialización, Maestría y Doctorado en Desarrollo Rural
- Doctorado en Ciencias Sociales
- Maestría en Desarrollo Educativo y Planeación de la Educación
- Maestría en Economía y Gestión de la Innovación
- Maestría en Psicología Social de Grupos e Instituciones
- Maestría y Especialización en Estudios de la Mujer
- Maestría en Políticas Públicas
- Maestría en Comunicación y Política
- Maestría y Doctorado en Ciencias Económicas

## Rectores Universidad Autónoma Metropolitana Unidad Xochimilco[5]
- Dr. Ramón Villareal Pérez (1974 - 1978)
- Dr. Luis Felipe Bojalil Jaber (1978 - 1982)
- Dr. Francisco José Paoli Bolio (1982 - 1986)
- Arq. Roberto Eibenschutz Hartman (1986 - 1990)
- Dr. Avedis Aznavurian Apajian (1990 - 1994)
- Quim. Jaime Kravzov Jinich (1994 - 1998)
- Dra. Patricia Elena Aceves Pastrana (1998 - 2002)
- M. en C.Q. Norberto Manjarrez Álvarez (2002 - 2006)
- Dr. Cuauhtémoc Vladimir Pérez Llanas (2006 - 2010)
- Dr. Salvador Vega y León (2010 - 2014)
- Dra. Patricia Alfaro Moctezuma (2014 - 2018)
- Dr. Fernando De León González (2017-2021)
- Dr. Francisco Javier Soria López (2022-2026)